# Orgelbau A. Schuster & Sohn

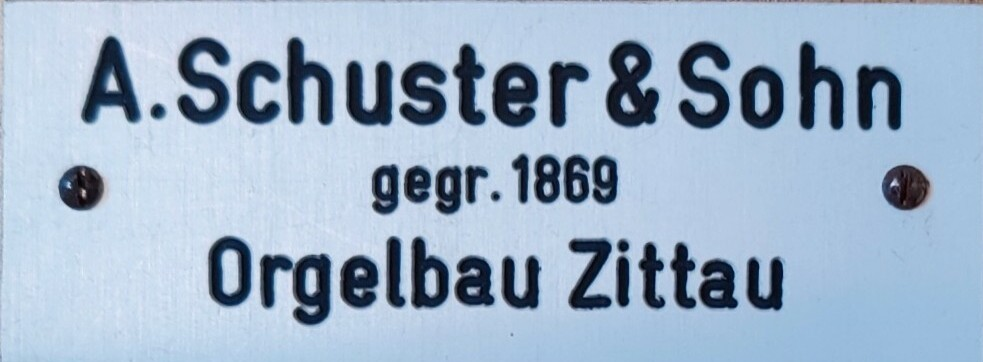
Firmenschild in Ebersgrün

Orgelbau A. Schuster & Sohn ist eine 1869 gegründete Orgelbaufirma mit Sitz in Olbersdorf bei Zittau. Heutiger Inhaber ist Orgelbaumeister Benjamin Welde.

## Geschichte
Die Orgelbaufirma wurde 1869 von Andreas Schuster (1833–1918) in Zittau gegründet, der das Orgelbauhandwerk bei Leopold Kohl in Bautzen erlernt hatte und spätestens ab 1867 Mitinhaber von dessen Orgelbauwerkstatt war. Erster Auftrag für Orgelbau A. Schuster & Sohn war die Reparatur und Umdisponierung der Tamitius-Orgel in der Reichenauer evangelischen Kirche. 1870 erfolgte der erste Orgelneubau (mit Schleifladen) für die Kirche in Großhennersdorf. Zwischen 1893 und 1899 konnte A. Schuster 6 Schleifladenorgeln in Jamaika und Surinam errichten, die alle erhalten sind. Später traten seine Söhne Georg und Ernst August in den väterlichen Betrieb ein. Ab 1900 war Georg Schuster Betriebsinhaber. Ab 1898 bis etwa 1960 baute Fa. Schuster dann Orgeln mit pneumatischen Taschenladen. Der Tätigkeitsbereich wurde von der Oberlausitz und dem heutigen Polen und Böhmen in das Erzgebirge ausgedehnt. Nachdem Georg früh gestorben war, hieß der Betrieb „A. Schuster & Sohn“. Die Werkstatt zog innerhalb Zittaus zweimal um und befand sich zuletzt, bis zur Verlegung nach Olbersdorf, in der Löbauer Straße.
1928 übernahmen Georg und Richard Schuster (Söhne von Ernst August) die Firma. 1947 trat Georgs Sohn Siegfried in den väterlichen Betrieb ein und übernahm 1963 zusammen mit Gerhard Schuster (Sohn von Richard) die Leitung. 1953 übernahm Fa. Schuster den Betrieb des Magdeburger Orgelbaumeisters Brandt und dessen Mitarbeiter Erwin Lägel (Wohnort Eilsleben). Dieser arbeitete fortan für Schuster im Großraum Magdeburg.
Siegfried Schuster führte den Betrieb ab 1987 allein und starb am 15. August 1994. In den bis dahin 125 Jahren ihres Bestehens baute Fa. Schuster über 240 Orgeln und prägte die Orgellandschaft vor allem in der Oberlausitz wesentlich mit.
Benjamin Welde legte 1992 die Meisterprüfung ab und wurde am 1. April 1995 Inhaber der Firma, die aber den traditionsreichen Namen fortführt. Welde war zuvor Lehrling und Geselle bei A. Schuster & Sohn und fungierte dort zwischen März 1994 und März 1995 als Geschäftsführer.
Neben Neubauten ist Orgelbau A. Schuster & Sohn auch auf den Gebieten Reparatur, Restaurierung und Umbau tätig. Der Firmensitz wurde 2002 von Zittau nach Olbersdorf verlegt.

## Werkliste (Auswahl)
Die römische Zahl bezeichnet die Anzahl der Manuale, ein großes „P“ ein selbstständiges Pedal und die arabische Zahl in der vorletzten Spalte die Anzahl der klingenden Register.
| Jahr    | Ort                                       | Gebäude                                         | Bild | Manuale | Register | Bemerkungen |  |
| ------- | ----------------------------------------- | ----------------------------------------------- | ---- | ------- | -------- | --- |  |
| 1870    | Großhennersdorf                           | Kirche                                          |      | II/P    | 23       | 1999 von A. Schuster & Sohn überholt, dabei mussten die meisten Pfeifen ersetzt werden |  |
| 1876    | Dürrhennersdorf                           | Kirche                                          |      | II/P    | 20       | im Originalzustand erhalten, 1994 von A. Schuster & Sohn überholt |  |
| 1898    | Bertsdorf                                 | Kirche                                          |      | II/P    | 22       | 1998 von A. Schuster & Sohn überholt |  |
| 1901    | Hörnitz                                   | Kirche Hörnitz                                  |      | II/P    | 25       | 1999 von A. Schuster & Sohn überholt, seit dem Ersten Weltkrieg fehlende Prospektpfeifen erneuert |  |
| 1904    | Großröhrsdorf                             | ev. Kirche                                      |      | II/P    | 44       | im Gehäuse und unter Nutzung von Teilen der Orgel von 1761, 1936 Umbau und Erweiterung durch Eule (III/47), bei Brand am 4. August 2023 vernichtet |  |
| 1905    | Nauwalde                                  | Dorfkirche                                      |      | II/P    | 16       | |  |
| 1911    | Jablonec nad Nisou (Gablonz an der Neiße) | Altkatholische Kirche                           |      | II/P    | 13       | → Orgel |  |
| 1930    | Zittau                                    | Johanniskirche                                  |      | III/P   | 87       | → Orgel größte Schuster-Orgel, 50 Register aus der Vorgängerorgel von Jehmlich übernommen, heute auf 87 Register erweitert |  |
| 1936    | Seifhennersdorf                           | Kreuzkirche                                     |      | IV/P    | 71       | |  |
| 1950    | Milkel                                    | Kirche                                          |      | II/P    | 26       | 2004 von Groß Orgelbau restauriert |  |
| 1952    | Berlin-Weißensee                          | St. Josef                                       |      | III/P   | 43       | |  |
| 1953    | Dresden-Seidnitz                          | Nazarethkirche                                  |      | II      | 14       | erste größere mechanische Orgel des Unternehmens |  |
| 1956    | Halle (Saale)                             | Heilandskirche                                  |      | II/P    | 8        | Orgel als Brüstungsorgel |  |
| 1957    | Erfurt                                    | Kaufmannskirche (Erfurt)                        |      | III/P   | 39 (36)  | im historischen Gehäuse von Christoph Junge (1688) |  |
| 1957    | Magdeburg                                 | Heilig-Geist-Kirche/ / Dom / St. Nicolai        |      | II/P    | 27       | Da die Hl.-Geist-Kirche 1959 gesprengt wurde, Orgel ausgebaut und im Dom aufgestellt. 1975 nach St. Nicolai umgesetzt und verkleinert, 2019 verschlissen, brauchbare Register werden in Neubau integriert |  |
| 1957    | Herrnhut                                  | Kirchensaal der Herrnhuter Brüdergemeine        |      | II/P    | 23       | pneum. Registratur, mech. S. |  |
| 1957    | Jabel                                     | Altlutherische Kirche                           |      | II/P    | 9        | pneum. Traktur |  |
| 1958/59 | Magdeburg                                 | St. Sebastian                                   |      | III/P   | 47       | 5 Pedalregister und einen Großteil der Kastenladen der Vorgängerorgel (Ernst Röver, 1916) integriert, Orgel 2001 nach Dębica verkauft |  |
| 1960    | Wörmlitz                                  | St. Petrus                                      |      | II/P    | 10       | im Prospekt einer barocken Vorgängerorgel, Beitrag zur Orgel |  |
| 1964    | Striesen                                  | Gemeindehaus Johannes-Kreuz-Lukasgemeinde       |      | II/P    | 13       | → Orgel |  |
| 1963    | Germering                                 | St. Cäcilia                                     |      |         |          | → Orgel |  |
| 1966/67 | Leutersdorf (Oberlausitz)                 | Christuskirche Leutersdorf                      |      | III/P   | 34       | → Orgel |  |
| 1967    | Erfurt                                    | Thomaskirche                                    |      |         | 12       | Schuster lieferte das Rückpositiv für die 1950 begonnene und in mehreren Bauabschnitten bis 1993 fertiggestellte, dreimanualige Schuke-Orgel |  |
| 1968    | Berlin- Prenzlauer Berg                   | Konventskirche des Sankt-Josefsheimes           |      | II/P    | 21       | Prospekt von Fritz Leweke |  |
| 1971    | Leipzig                                   | Trinitatiskirche                                |      | II/P    | 24       | Neubau, auch die beiden Vorgängerorgeln aus den Jahren 1941 und 1950 waren von Schuster. |  |
| 1972    | Wernigerode                               | St.-Sylvestri-Kirche                            |      | II/P    | 26       | Instandsetzung, Umbau und Erweiterung der 1790 von Balthasar Georg Christoph Jesse (1741–1795) aus Halberstadt erbauten Orgel, die 1971/1972 von der Dorfkirche zu Deersheim in die St.-Sylvestri-Kirche umgesetzt wurde, unter Verwendung des Pfeifenmaterials der von Friedrich Ladegast gebauten Vorgängerorgel. |  |
| 1972    | Herrenhut                                 | Kirchensaal der Herrnhuter Brüdergemeine        |      | I/P     | 4        | Positiv, mech. S. |  |
| 1972    | Jocketa                                   | Dreifaltigkeitskirche                           |      | II/P    | 18       | → Orgel |  |
| 1973    | Großberndten                              | St. Petrus Paulus                               |      | I/P     | 7        | |  |
| 1973    | Schellerhau                               | Dorfkirche                                      |      | I/P     | 11       | → Orgel |  |
| 1974    | Ebersgrün                                 | Kreuzkirche                                     |      | I/P     | 9        | → Orgel |  |
| 1975    | Halle (Saale)                             | Propsteikirche St. Franziskus und St. Elisabeth |      | III/P   | 41       | 2008–2009 von Weimbs teilweise umgebaut und neuintoniert |  |
| 1977    | Görlitz                                   | Frauenkirche                                    |      | III/P   | 34       | |  |
| 1984    | Torgau                                    | Stadtkirche                                     |      | III/P   | 41       | |  |
| 1986    | Johannstadt                               | Trinitatishaus (Dresden)                        |      | II/P    | 15       | Orgel |  |
| 1991    | Nordhausen                                | St. Blasii                                      |      | III/P   | 37       | Orgel |  |
| 1994    | Magdeburg                                 | Wallonerkirche                                  |      | II/P    | 17       | |  |